# Abu Ali Muhammad Balami
Abu Ali Muhammad Balami (ur. ?, zm. pomiędzy 992 a 997) – wezyr Samanidów, protektor kultury i pisarz zasłużony dla rozwoju wczesnej formy języka nowoperskiego.

## Życiorys
Był synem Muhammada Balami (zm. 940), wezyra emira Nasra II (914–943). W 961 Balami został wezyrem małoletniego emira Abd al-Malika, z protekcji swojego przyjaciela, dowódcy ghulamów Alptigina. Jako wezyr nie robił niczego bez konsultacji z Alptiginem, który sprawował rzeczywistą władzę w państwie. Kiedy jednak po kilku miesiącach Abd al-Malik niespodziewanie zginął w wyniku upadku z konia Alptiginowi nie udało się osadzić na tronie swojego kandydata, małoletniego syna Abd al-Malika. Emirem przy poparciu większości wojska został Mansur Ibn Nuh, a Alptigin musiał uciekać. Balami pogodził się z nowa władzą i zachował swoje stanowisko. Według Gardeziego zmarł w 974 roku, ciągle będąc wezyrem, jednak Abu al-Utbi twierdzi, że na to stanowisko przywrócił go Nuh Ibn Mansur (976–997) w 992, a następnie zwolnił go z niego w tym samym roku. Utbi nie wspomina Balamim później w kontekście panowania Nuha, musiał on zatem umrzeć gdzieś pomiędzy 992 a 997.
Balami jest znany przede wszystkim jako tłumacz tych części dzieła At-Tabariego, które odnosiły się do Iranu, na wczesną formę języka nowoperskiego, dari. Wykonał on tę pracę na polecenie Mansura, a ponieważ dołączył do swojego tłumaczenia dodatkowy materiał, którego nie było w oryginale (m.in. opowieść o Bahramie Czobinie, od którego mieli wywodzić się Samanidzi), dzieło to nazywa się Tarik-i Balami. Jest to drugie po przedmowie do Szahname napisanej pod nadzorem Muhammada Ibn Abd ar-Razzaka dzieło prozatorskie języka nowoperskiego, znacznie jednak od tego pierwszego obszerniejsze, które miało wielkie znaczenie dla rozwoju perskiego piśmiennictwa.